# Simca Aronde
Simca Aronde byla rodinným automobilem francouzské automobilky Simca. vyráběla se v letech 1951 až 1964. Byl to první model automobilky Simca s vlastním originálním designem (předchozí modely byly odvozeny z Fiatů) a také první model se samonosnou karoserií. „Aronde“ znamená ve staré francouzštině „vlaštovka“.

## Popis
Simca Aronde byl čtyřdveřový sedan s čtyřválcovým motorem OHV vpředu a pohonem zadních kol. Brzdy byly bubnové hydraulické jednookruhové. Pružení vpředu zajišťovaly šroubovité pružiny, vzadu poloeliptická podélná pera.